# 教宗就職彌撒
教宗就職彌撒，其全稱是羅馬主教開始伯多祿牧職彌撒（義大利語：Celebrazione Eucaristica per l'Inizio del Ministero del Vescovo di Roma），是天主教會的一項禮儀，屬羅馬禮彌撒的一部分，當中亦加入拜占庭禮的元素，用以為新教宗舉行正式宗座就職儀式。自從若望保祿一世上任以來，這項儀式已不再包括長達820年歷史的教宗加冕典禮（1143年至1963年期間舉行）。
早於11世紀，教宗就職便逐漸採用加冕形式。自教宗尼各老二世（1059年至1061年）起，加冕儀式連同其他相關禮節，成為教宗就職不可或缺的一部分，直至1963年終止。保祿六世是最後一名接受加冕並使用三重冕的教宗，他在第二次梵蒂岡大公會議第二期結束時，舉行儀式時主動放棄三重冕。
雖然現已不再使用，梵蒂岡仍保存着二十多頂教宗三重冕。其中保祿六世使用的一頂，目前安放於美國華盛頓特區聖母無玷始胎國家朝聖地聖殿。
至今，每年在聖伯多祿瞻禮日，教會仍會象徵性地以一頂小型三重冕為聖伯多祿像加冕。若望保祿一世則是800多年來首名沒有舉行加冕禮便開始其宗座任期的教宗。

## 放棄加冕儀式
保祿六世是歷史上最後一名接受加冕及佩戴教宗三重冕的教宗。他在第二次梵蒂岡大公會議第二期結束時的儀式中，象徵性地放棄三重冕，並宣佈將其出售，所得款項捐予慈善。該頂三重冕最終由美國天主教徒購入，目前收藏於華盛頓特區聖母無玷始胎國家朝聖地聖殿。
儘管保祿六世選擇不再佩戴三重冕，他在1975年頒佈的宗座憲章《揀選羅馬主教》中，仍保留繼任教宗舉行「加冕禮」的安排。不過，若望保祿一世於1978年8月教宗選舉秘密會議當選後，決定簡化儀式，並委託宗座禮儀長維吉利奧·諾埃設計一項新的就職彌撒。這場彌撒的重點是將羊毛披帶（象徵宗座職責）披在新教宗肩上，以及接受樞機主教們的效忠。
其繼任者若望保祿二世延續這項變革，並在此基礎上加以發展。他的就職彌撒改於早上舉行，與若望保祿一世在晚上舉行的做法有所不同。在就職講道中，若望保祿二世提到教宗三重冕時指出：「現今並非回歸某些儀式和物件的時候，這些東西被錯誤地視為教宗世俗權力的象徵。」
在1996年頒佈的宗座憲章《主的普世羊群》中，若望保祿二世訂明新任教宗應舉行「隆重的宗座就職儀式」，但儀式的具體形式則由各個教宗自行決定。

## 現代教宗就職彌撒
保祿六世之後的歷任教宗，均採用無加冕形式的就職儀式，分別是若望保祿一世與若望保祿二世（均於1978年）、本篤十六世（2005年）、方濟各（2013年）以及良十四世（2025年）。
現代教宗的就職彌撒承襲自若望保祿一世所採用的形式，通常在聖伯多祿廣場舉行。儀式中，由執事級樞機代表向新當選教宗授予羊毛披帶，象徵其對普世教會的宗座權威。
本篤十六世延續這一安排，並進一步簡化原有的致敬程序。按照先前規則，過去每位樞機需於就職時逐一向新教宗表達敬意；本篤十六世改為重演秘密會議中，各樞機在宣佈教宗當選前所進行的集體「效忠與致敬」儀式。
現今的就職儀式並未包括一些傳統主義天主教徒聲稱（但無確鑿證據）的「教宗誓詞」。這些人批評這一儀式的缺失，並指摘其不符傳統；部分「宗座缺出論」立場的團體更因此否定現任教宗的合法性，理由是沒有進行這項誓詞及不再使用象徵權威的三重冕。

## 教宗就職禮儀書
教宗若望保祿一世與若望保祿二世的就職彌撒，當年均採用特別設計的臨時禮儀。至2005年4月20日，本篤十六世正式核准一套常用的標準禮儀，由前任教宗若望保祿二世在任期間，委由教宗禮儀慶典處草擬完成，並以《羅馬主教伯多祿開始牧職禮儀秩序》（Ordo Rituum pro Ministerii Petrini Initio Romae Episcopi）之名出版，成為教會的正式禮儀書。宗座禮儀長皮耶羅·馬里尼總主教指出，此書為第二屆梵蒂岡大公會議後，教宗禮儀改革計劃的一部分。
該禮儀秩序除了詳細列出就職彌撒的禮文與規程外，亦納入「就座彌撒」儀式，即教宗於拉特朗大殿正式登上象徵其羅馬主教身份的主教座位。拉特朗大殿作為羅馬的主教座堂，其地位高於聖伯多祿大殿，為整個教會唯一擁有「總大殿」地位的宗座聖殿。教宗通常會於就職後數日內完成進入此大殿的儀式。
在退位前不久，本篤十六世曾對禮儀作出若干修訂：一切非屬聖事的儀式不可於彌撒中進行，須安排於彌撒開始前或獨立舉行；恢復每位樞機個別向教宗致敬的儀式；音樂選曲方面提供更多元化的選擇；而城外聖保祿大殿及聖母大殿的進入儀式，則不再受限於就職後兩至三週內完成。

## 教宗就職彌撒列表
| 日期           | 地點               | 教宗         | 執事級樞機代表 | 樞機代表座堂                     |
| -------------- | ------------------ | ------------ | -------------- | -------------------------------- |
| 1978年9月3日   | 梵蒂岡聖伯多祿廣場 | 若望保祿一世 | 佩里克·費利西  | 聖亞博那聖殿                     |
| 1978年10月22日 | 梵蒂岡聖伯多祿廣場 | 若望保祿二世 | 佩里克·費利西  | 聖亞博那聖殿                     |
| 2005年4月20日  | 梵蒂岡聖伯多祿廣場 | 本篤十六世   | 喬治·梅迪納    | 聖撒巴聖殿                       |
| 2013年3月19日  | 梵蒂岡聖伯多祿廣場 | 方濟各       | 若望-類斯·托朗 | 聖亞博那聖殿                     |
| 2025年5月18日  | 梵蒂岡聖伯多祿廣場 | 良十四世     | 瑪略·澤納里    | 卡瓦萊傑里門外眾烤爐恩寵聖母教堂 |